# Musée d'art et d'archéologie (Laon)
Het Musée d'art et d'archéologie is een historisch museum en kunstmuseum in de Noord-Franse stad Laon, hoofdstad van het departement Aisne.

## Achtergrond
Het museum bevindt zich in de vroegere gebouwen van een commanderij van de Orde van Sint-Jan in het centrum van het oude Laon, niet ver van de Kathedraal van Laon in de Rue Georges Ermant, nr. 32. Oorspronkelijk behoorde de commanderij tot de orde van de tempeliers. Daarvan resteert nog de oude Tempelierskapel, die zich bevindt in de tuin van het museum. Sinds 1891 is het museum hier gevestigd. Het is een officieel "Musée de France".

## Collectie
De belangrijkste van de meer dan 2200 tentoongestelde stukken van het museum vallen onder drie thema's:

### Mediterrane archeologie
Het museum bezit een rijke collectie van zo'n 1800 stukken uit de mediterrane oudheid. Hiertoe behoren voorwerpen uit het oude Egypte, het oude Griekenland, stukken van het oude Rome en van de Etrusken, uit de bronstijd en artefacten van de Koptisch-Orthodoxe Kerk.

### Regionale archeologie
Voorwerpen uit de omgeving van Laon vormen een tweede belangrijk deel van de collectie. Dit betreft voorwerpen van de prehistorie, uit de Gallo-Romeinse periode, tot de middeleeuwen en de renaissance.

### Schone kunsten
Het laatste deel van het museum betreft kunst- en siervoorwerpen, gaande van meubelen en schilderijen tot siertegels. Deze dateren van de 15e tot 19e eeuw.